# Fernão Pires de Andrade
Fernão Pires de Andrade ou Fernão Peres de Andrada, né en 1490 au château de Andrada à Puente de Eume (Andrade (Puentedeume) (es)) en Galice et mort en 1552, vraisemblablement à Ternate, est un explorateur, navigateur et militaire portugais des XVe et XVIe siècles. Il a notamment exploré la Chine.

## Biographie
Il arrive en Chine en 1517 et y devient le premier ambassadeur portugais (1517-1522). Il établit alors un traité avec le vice-roi de Canton ce qui mit en relation l'Europe et la Chine. En 1521, il parvient à visiter Pékin avant d'en être expulsé. 
Il voyage ensuite à Malacca puis est envoyé en mission en Inde (1535) et finit vraisemblablement sa vie à Ternate.